# Rozmarinat sintaza
Rozmarinat sintaza (EC 2.3.1.140, rozmarinsko kiselinska sintaza, kafeoil-koenzim A:3,4-dihidroksifenilmlečna kiselina kafeoiltransferaza, 4-kumaroil-KoA:4-hidroksifenilmlečna kiselina 4-kumaroil transferaza) je enzim sa sistematskim imenom kafeoil-KoA:3-(3,4-dihidroksifenil)laktat 2'-O-kafeoil-transferaza. Ovaj enzim katalizuje sledeću hemijsku reakciju:
kafeoil-KoA + 3-(3,4-dihidroksifenil)laktat {\displaystyle \rightleftharpoons } KoA + rosmarinat
Ovaj enzim učestvuje zajedno sa EC 1.1.1.237 (hidroksifenilpiruvat reduktazom) u biosintezi rozmarinske kiseline.

## Literatura
- Nicholas C. Price; Lewis Stevens (1999). Fundamentals of Enzymology: The Cell and Molecular Biology of Catalytic Proteins (Third изд.). USA: Oxford University Press. ISBN 019850229X.
- Eric J. Toone (2006). Advances in Enzymology and Related Areas of Molecular Biology, Protein Evolution (Volume 75 изд.). Wiley-Interscience. ISBN 0471205036.
- Branden C; Tooze J. Introduction to Protein Structure. New York, NY: Garland Publishing. ISBN 0-8153-2305-0.
- Irwin H. Segel. Enzyme Kinetics: Behavior and Analysis of Rapid Equilibrium and Steady-State Enzyme Systems (Book 44 изд.). Wiley Classics Library. ISBN 0471303097.

## Spoljašnje veze
- Rosmarinate+synthase на 